# Helmut Swoboda (Maler)
Helmut Swoboda (* 1958 in Amstetten) ist ein österreichischer Maler.

## Leben
Von 1975 bis 1979 besuchte er die Höhere Graphische Bundes-Lehr- und Versuchsanstalt in Wien. Von 1979 bis 1984 studierte er an der Wiener Akademie der bildenden Künste und war dort Meisterschüler von Wolfgang Hollegha. Swoboda lebt und arbeitet in Amstetten.

## Einzelausstellungen (Auswahl)
- 2012 verlangsamend, Galerie Welz, Salzburg
- 2012 Steinklamm und Felsenblick, Schloss Gabelhofen, Fohnsdorf
- 2011 Das Große hinter dem Sichtbaren, ZS art, Wien
- 2011 Galerie 422, Gmunden
- 2011 Verein für Kunst und Kultur Eichgraben
- 2010 Kulturverein Werfen
- 2009 ORF OÖ Landesstudio, Linz (kurzes Filmporträt)
- 2008 Museum der Stadt Waidhofen/Ybbs (mit Alois Lindenbauer)
- 2008 Rittersaal Stift Millstatt (mit Alois Lindenbauer)
- 2008 Artmark Galerie, Spital am Pyhrn (mit Robert Gschwandtner)
- 2007 Kunstverein Mistelbach
- 2006 Galerie Tumler, Schärding
- 2006 Kunstforum Unterland, Neumarkt/Egna
- 2006 Artothek, Krems
- 2006 Galerie Unart, Villach
- 2005 Gesellschaft der Freunde junger Kunst e.V. (mit Martha Jungwirth), Baden-Baden (K)
- 2005 Galerie ArtHouse, Bregenz
- 2005 Galerie Eugen Lendl, Graz
- 2004 Galerie Tumler, Schärding
- 2004 Galerie Welz, Salzburg
- 2004 Museum der Stadt Waidhofen/Ybbs
- 2001 Galerie Wolfgang Exner, Wien
- 1999 Galerie Welz, Salzburg
- 1999 Kunstraumgalerie Arcade, Mödling
- 1994 Kunstverein Porto Gruaro
- 1992 Blau-Gelbe Galerie, Wien
- 1991 Galerie Braun, Stuttgart
- 1991 Galerie Pohlhammer, Steyr
- 1990 Galerie Lang, Wien
- 1986 Galerie Fuehr, München
- 1986 Moderne Galerie im Dominikanerkloster, Krems
- 1985 Niederösterreichisches Landesmuseum, Wien

## Ausstellungsbeteiligungen (Auswahl)
- 2018 KUNSTradln in Millstatt
- 2012 Art Austria, ZS art Galerie, Wien
- 2012 Vier Positionen, Kunstverein Steyr, Schloss Lamberg/A
- 2011 Museum Liaunig, Neuhaus/Suha (K)
- 2009 Museum Moderner Kunst-Wörlen, Passau (K)
- 2009 Stadtmuseum Bruneck/Museo Civico di Bruneco (K)
- 2009 MUSA Museum auf Abruf, Wien (K)
- 2009 Sammlung Urban, Waidhofen/Ybbs
- 2008 Schloss Ulmerfeld, Amstetten (K)
- 2008 Museum Liaunig, Neuhaus/Suha (K)
- 2008 Felsbildermuseum, Sammlung Urban, Waidhofen/Ybbs
- 2007 Artmark Galerie, Wien (mit Julian Taupe und Herbert Meusburger)
- 2007 Kammerhof Museum (mit Christian Hofmann und Katharina Prantl)
- 2007 Kunstforum Unterland, Neumarkt/Egna in Südtirol (K)
- 2006 Schloss Grafenegg, Grafenegg
- 2006 Niederösterreichisches Landesmuseum, St. Pölten
- 2005 Steirische Landesausstellung, Bad Aussee
- 2005 Artmark Galerie, Wien
- 2005 Galerie 422, Gmunden
- 2005 Steirische Landesausstellung, Bad Aussee
- 2004 Galerie Wolfgang Exner, Wien
- 2004 Frauenbad Baden, Baden bei Wien
- 2004 Kulturhaus Bruck an der Mur
- 2004 DOK, St. Pölten
- 2004 Niederösterreichisches Landesmuseum Johanneum
- 2002 Neue Galerie Graz am Landesmuseum Johanneum
- 2002 Galerie Eugen Lendl, Graz
- 2002 Niederösterreichisches Landesmuseum, St. Pölten
- 2001 Galerie Wolfgang Exner, Wien
- 2001 DOK, St. Pölten
- 2000 Museum der Stadt Waidhofen/Ybbs
- 2000 Galerie Welz, Salzburg
- 1999 Shedhalle, St. Pölten
- 1999 Schloss Grafenegg
- 1998 Kulturzentrum Kapfenberg/Schloss Ulmerfeld, Amstetten
- 1997 Frauenbad Baden, Baden bei Wien
- 1996 Kunstverein Horn
- 1995 Galerie Braun, Stuttgart
- 1995 Steirische Landesausstellung, Murau
- 1984 Königliche Akademie, Stockholm

## Werke in Sammlungen
Arbeiten von Helmut Swoboda sind u. a. in folgenden Sammlungen vertreten
- Sammlung Liaunig
- Sammlung Urban
- Sammlung Angerlehner
- Museum Stift Admont
- Neue Galerie Graz
- Landesmuseum St. Pölten
- Sammlung des Bundes

## Publikationen
- Helmut Swoboda, Amstetten, Preinsbacher Straße 34 : H. Swoboda, 2005
- La statistica moderna illustrata, Mailand, Rizzoli, 1972

## Kataloge
- Helmut Swoboda: Steinklamm und Felsenblick, Bodo Heil, Gerhard Zeillinger, Andrea Schurian, Helmut Swoboda, Wien 2009, Herausgeber: HL Museumsverwaltung GmbH, ISBN 978-3-9502610-4-2[1]